# Jamion Christian
Jamion Christian (* 18. April 1982 in Quinton (Virginia)) ist ein US-amerikanischer Basketballtrainer.

## Werdegang
Christian wuchs in New Kent im US-Bundesstaat Virginia auf. Er spielte Basketball in der Schulmannschaft der örtlichen New Kent High School sowie an der Mount St. Mary's University in Maryland. An der Hochschule studierte er Rhetorik und Kommunikation.
2004 schlug Christian eine Trainerlaufbahn ein, hatte bei mehreren Hochschulmannschaften Stellen als Assistent inne. Zwischen 2006 und 2008 war er an der Bucknell University beschäftigt, arbeitete dort auf organisatorischer Ebene, war unter anderem für die Reiseplanung der Mannschaft und die Durchführung von Sommertrainingslagern zuständig.
Von 2012 bis 2018 war Christian erstmals als Cheftrainer tätig, führte die Mannschaft der Mount St. Mary's University zu 101 Siegen und 95 Niederlagen. 2014 und 2017 erreichte er mit Mount St. Mary's die NCAA-Endrunde. Im Mai 2018 wurde er als neuer Trainer des Siena College vorgestellt. Mit der Mannschaft gewann er 17 Spiele und verlor 16. Nach einjähriger Amtszeit wechselte Christian an die George Washington University. Nach dem Ende der Saison 2021/22 wurde er entlassen. In drei Jahren kam Christian mit der Mannschaft der George Washington University auf eine Bilanz von 29 Siegen und 50 Niederlagen.
Im Juli 2023 gab der italienische Zweitligist Pallacanestro Trieste Christians Verpflichtung bekannt. Er führte Trieste 2024 zum Aufstieg in die Serie A.

## Familie
Sein Bruder Jarell Christian wurde ebenfalls Trainer im Berufsbasketballsport.